# Fabian Holthaus
Fabian Holthaus (Hamm, 17 januari 1995) is een Duits voetballer die bij voorkeur als linksback speelt. Hij stroomde in 2013 door vanuit de jeugd van VfL Bochum.

## Clubcarrière
Holthaus speelde in de jeugd bij SVF Herringen 03, Hammer SpVg en VfL Bochum. Op 19 mei 2013 debuteerde hij voor VfL Bochum in de 2. Bundesliga tegen FC Union Berlin. Op 29 juli 2013 versierde hij op de 2e speeldag van het seizoen 2013/14 zijn eerste basisplaats in de thuiswedstrijd tegen Dynamo Dresden.

## Interlandcarrière
Holthaus kwam reeds uit voor verschillende Duitse nationale jeugdelftallen. Anno 2014 is hij actief voor Duitsland -19.
1 Riemann ·
2 Gamboa ·
3 Soares ·
4 Mašović ·
5 Bernardo ·
6 Osterhage ·
7 Stöger ·
8 Losilla  ·
9 Paciência ·
10 Förster ·
11 Asano ·
13 Daschner ·
14 Oermann ·
15 Passlack ·
18 Osei-Tutu ·
19 Bero ·
20 Ordets ·
21 Esser ·
22 Antwi-Adjei ·
23 Thiede ·
24 Pannewig ·
25 Tolba ·
27 Kwarteng ·
29 Broschinski ·
30 Römling ·
31 Schlotterbeck ·
32 Wittek ·
33 Hofmann ·
39 Mousset ·
41 Loosli ·
Coach: Letsch
· Assistent-coach: Fießer